# Axel Petri
Eric Axel Petri (i riksdagen kallad Petri i Eksjö), född 9 augusti 1835 i Utö socken, Stockholms län, död  3 december 1912 i Eksjö, var en svensk bruksägare och politiker.
Petri påbörjade sin yrkeskarriär 1850 som handelsbiträde hos firman K.M. Lundberg i Nyköping. Från 1859 hade han en egen handelsrörelse i Eksjö, en stad där också var rådman 1869-1911. I riksdagen var han ledamot av andra kammaren 1894-1902, invald i Västerviks och Eksjö valkrets, samt var ledamot av första kammaren från 1902 (invald i Jönköpings läns valkrets).